# 神田神保町
神田神保町（かんだじんぼうちょう）は、東京都千代田区の地名。住居表示未実施。現行行政地名は神田神保町一丁目から神田神保町三丁目。単に神保町とも。書店街として知られる（神田古書店街も参照）。幕臣・神保長治の屋敷があったことに由来する地名。

## 概要・地理
東京都千代田区北部に位置し、神田地域に属する。北で西神田、北東で神田猿楽町、東で神田駿河台、南東で神田小川町、南で神田錦町・一ツ橋、南西で九段南、西で九段北と接する。中心部には、東西に神保町西隣の靖国神社前を通る靖国通りが、南北に白山通りが通る。この2つの交差地点が神保町交差点である。多くの書店や出版社、出版問屋の取次店が所在し、世界最大規模の書店・古書店街（神田古書店街）として知られている。これら書店は下記の理由により靖国通りやすずらん通りの南側に多く立地する。対面となる北側にはスポーツ用品店や登山用品店、飲食店が多く立ち並んでおり、古書以外にも、スキー用品やカレーライスのメッカとしてもマスコミに取り上げられることがある。靖国通りと明大通りの交わる駿河台下交差点を境に、楽器店街の御茶ノ水とスポーツ用品店街の神田小川町に隣接しており、商業地として賑わっている。その他、プロテスタント（メソジスト）系キリスト教会の救世軍日本本営・神田小隊がある。

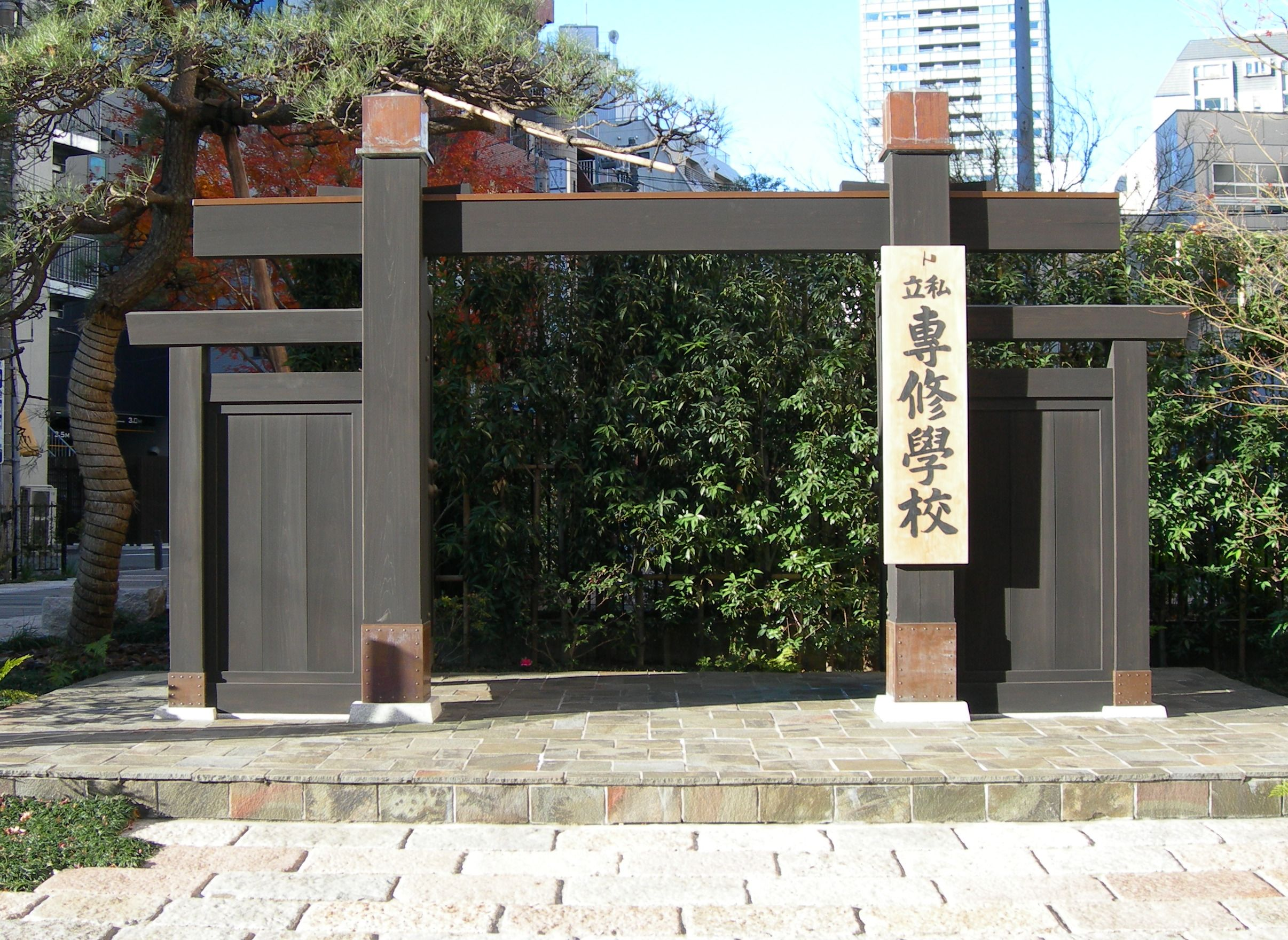
専修大学黒門

神保町とその周辺には、学校・予備校などが多い。明治大学、法政大学、日本大学、専修大学、東京医科歯科大学、順天堂大学、共立女子大学、駿台予備校、大原簿記学校、TAC、LECなどがあり、学生街としても機能している。かつては東京商科大学や國學院大學、また1970年代までは中央大学もこの地にあった。法律学校を興りとする明治・中央・法政・日大・専修の各大学は神田に集った各校として「神田5大学」と呼ばれていた。特に明治、中央、日大、専修が軒を連ねる街並みは、フランスの首都パリのカルチエ・ラタンに因んで「日本のカルチェ・ラタン」として知られた。その中には、関東大震災や太平洋戦争の戦災、学生運動、校地拡大や工場等制限法の規制などにより郊外に移転した大学もあるものの、公式に認められている名称であり、今日においても使用されている。こうした地域性から安価な飲食店が多く立ち並んでいる。また、メインストリートから脇道に入ると今川小路など伝統的な江戸の町人地を今に伝える路地を軸とした低層建築が集まる地域となっている。
近年は大学校舎の高層化や、再開発による高層ビル、マンションの建設で街並みも変貌を遂げつつある。小学館や集英社の本社がある一ツ橋に隣接しており、神保町内にも多数の出版社が所在している。
かつては映画館が多数存在したが、ほとんどが閉館し、長らく「岩波ホール」（2022年7月29日閉館）1館のみとなっていた。しかし2007年7月7日に神保町シアタービルがオープンし、小学館が運営するミニシアター映画館の「神保町シアター」と吉本興業運営の「神保町花月」が入居した。そのうち、「神保町花月」は2019年12月24日に閉館し、翌2020年1月29日に「神保町よしもと漫才劇場」へと鞍替えした。

### 書店街・古書店街

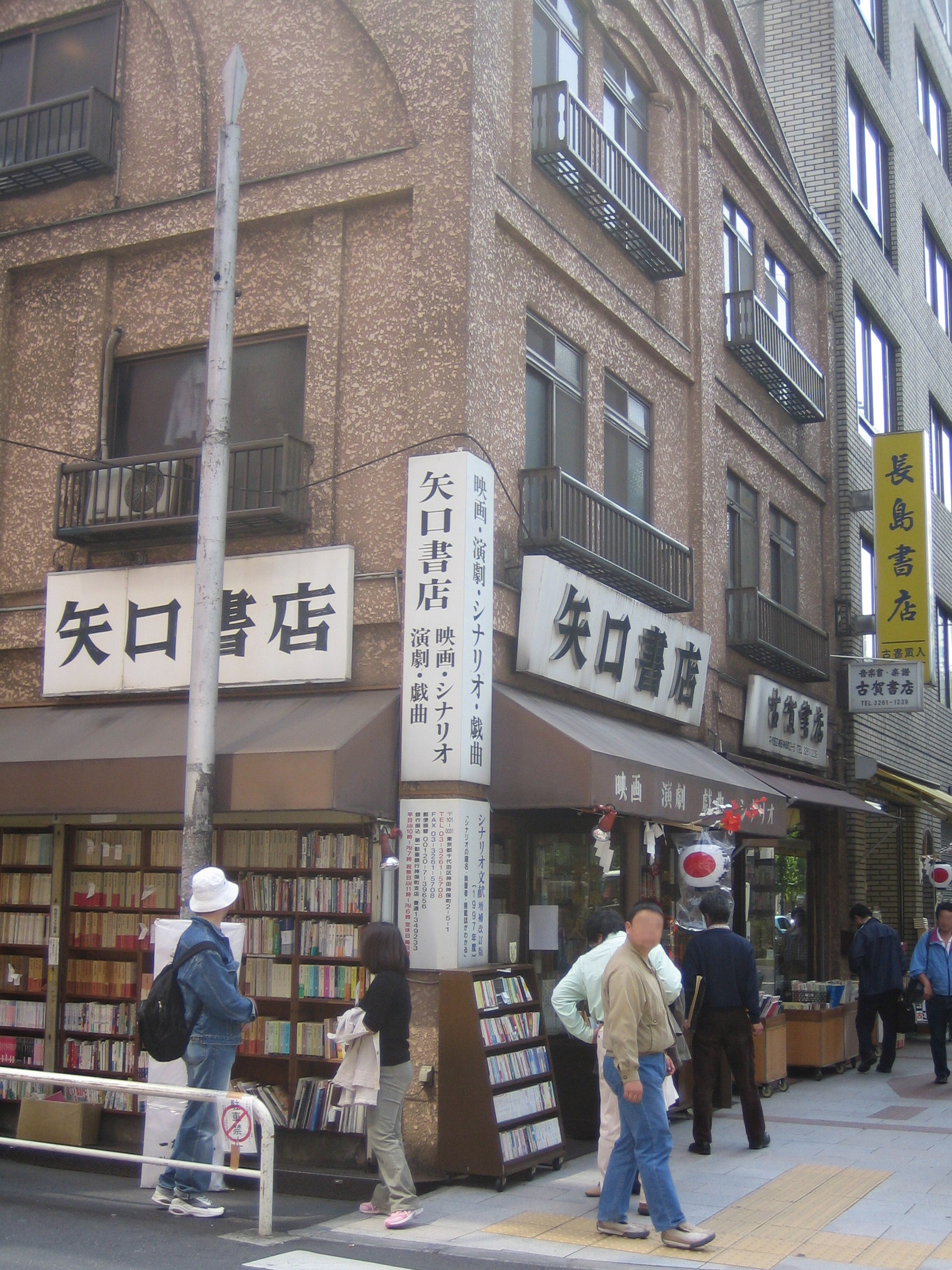
靖国通り沿いには古書店が多く立ち並ぶ

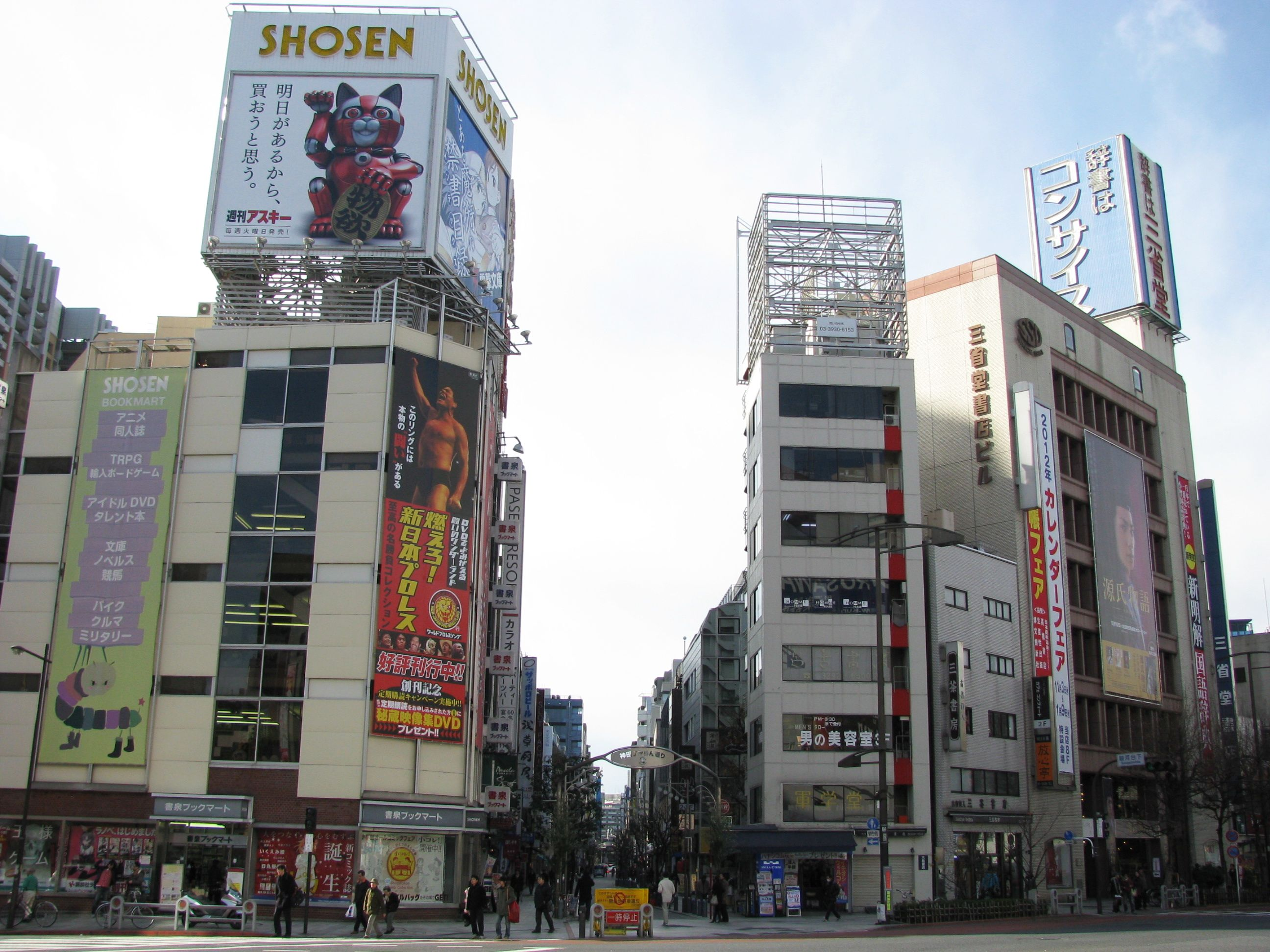
駿河台下交差点から神田すずらん通り方向を望む（2011年12月25日）。画像左の書泉ブックマートは2015年9月30日に閉店。同所にはABCマートが開店した。

神田古本まつりや神保町ブックフェスティバル等、本に関するイベントも毎年行われている世界最大級の書店街である。特に古書店が多く、古書店街としても世界最大級である。神保町最大の書店は三省堂書店神保町本店で、神保町のランドマーク的存在ともなっていたが、ビル建て替えに伴い2022年3月に一時閉店し、神田小川町の仮店舗で営業している。神保町は三省堂書店創業の地でもある。その他の大規模店舗としては、「グランデ」「ブックタワー」の書籍チェーンを展開する書泉や東京堂書店も所在するが、大部分の店舗は、専門性のある著名な店舗であっても、小規模な書店・古書店である。
古書店の多くは靖国通り沿いに在り、それら多くは通りの南側に即ち北向きに建っている。これは日光が当たって本が傷むのを防ぐためのしきたりである。靖国通り開通以前のメインストリートだった神保町すずらん通り沿いの古書店もほぼ北向きに立っている。三省堂書店もかつてはすずらん通り側（「けやき広場」側）が正面となっていた。

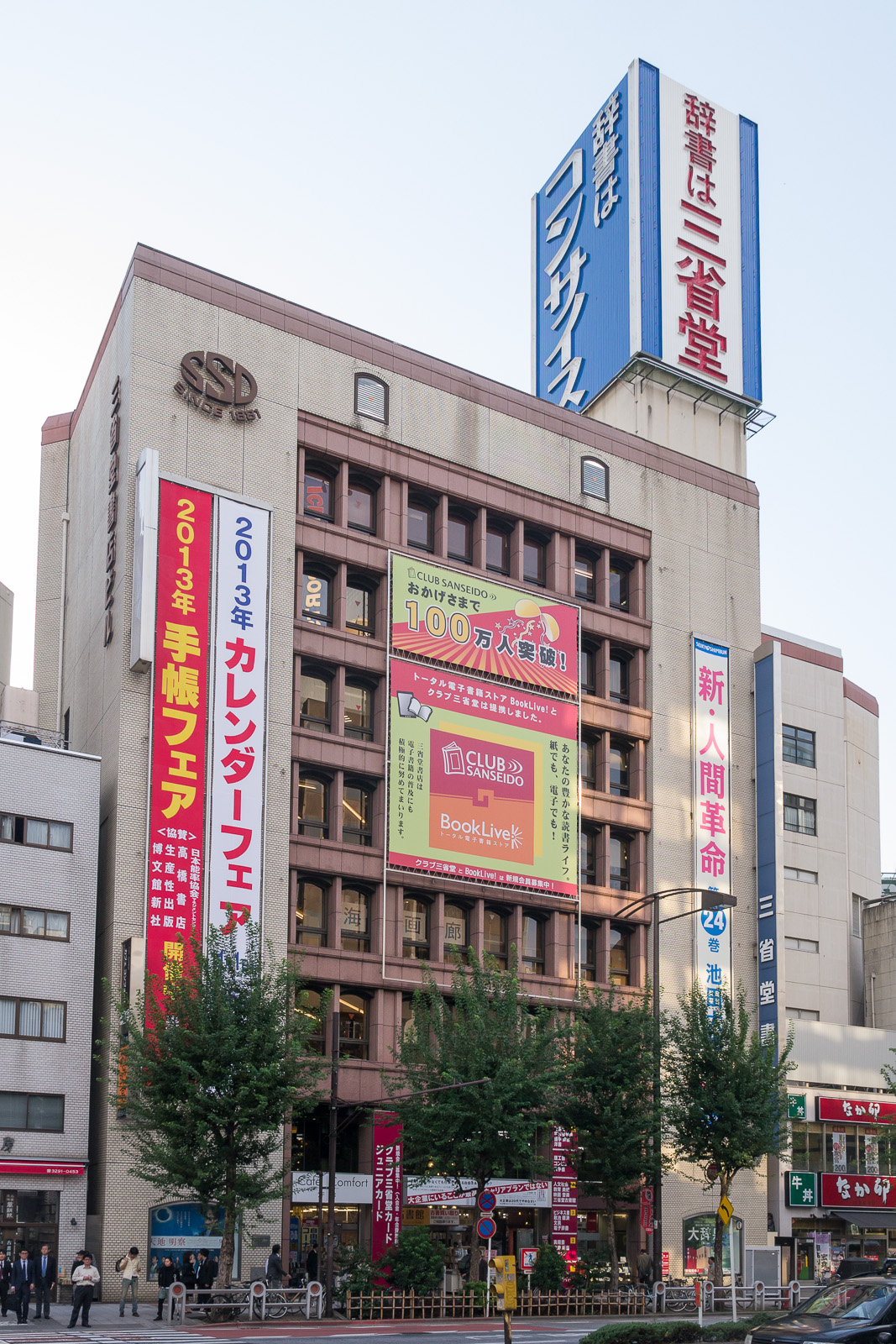
三省堂神保町本店
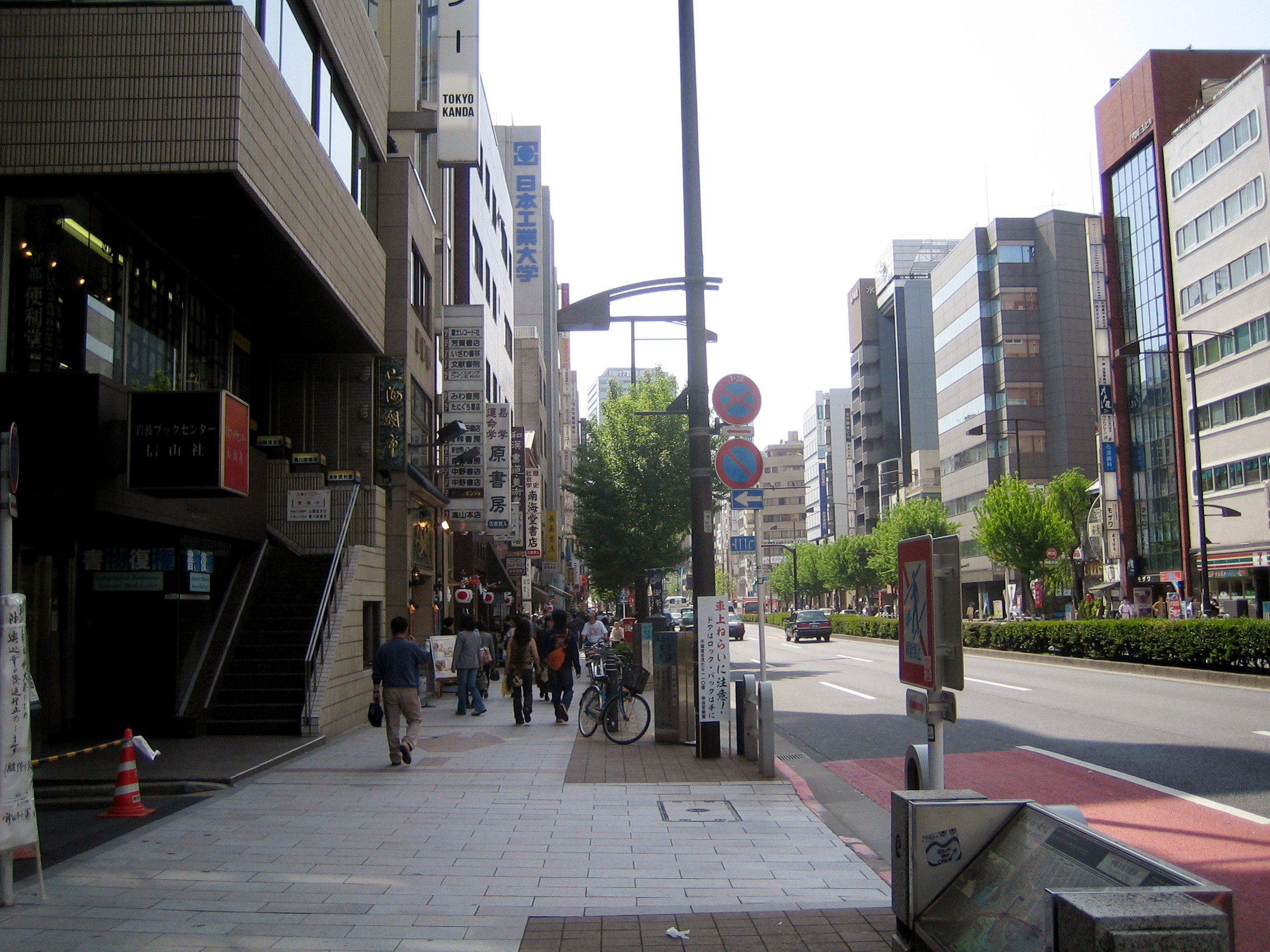
神田古書店街
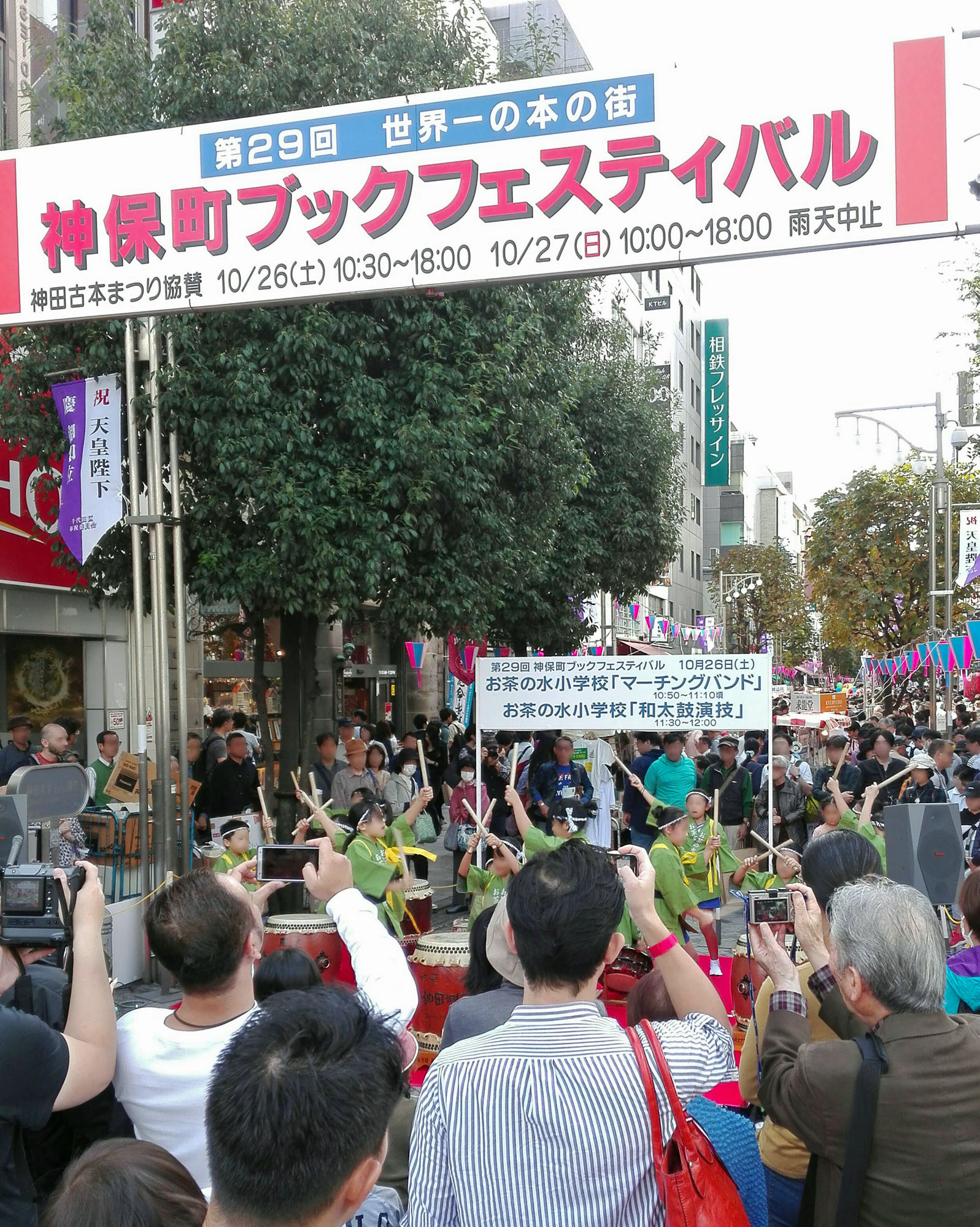
2019年第29回神保町ブックフェスティバル 駿河台下交差点から神田すずらん通りを望む
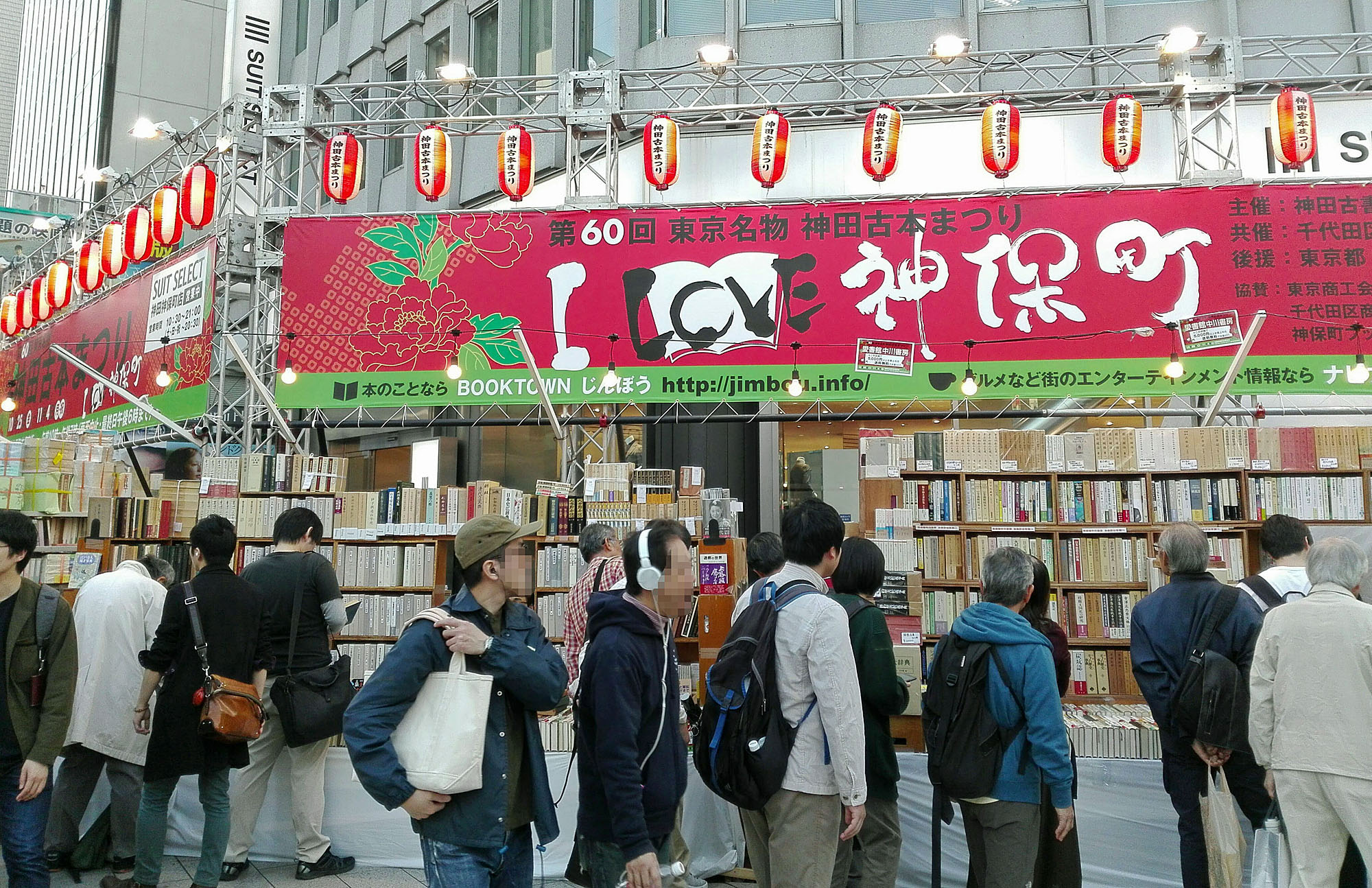
2019年第60回東京名物神田古本まつり 神保町交差点会場の様子

### 飲食店街

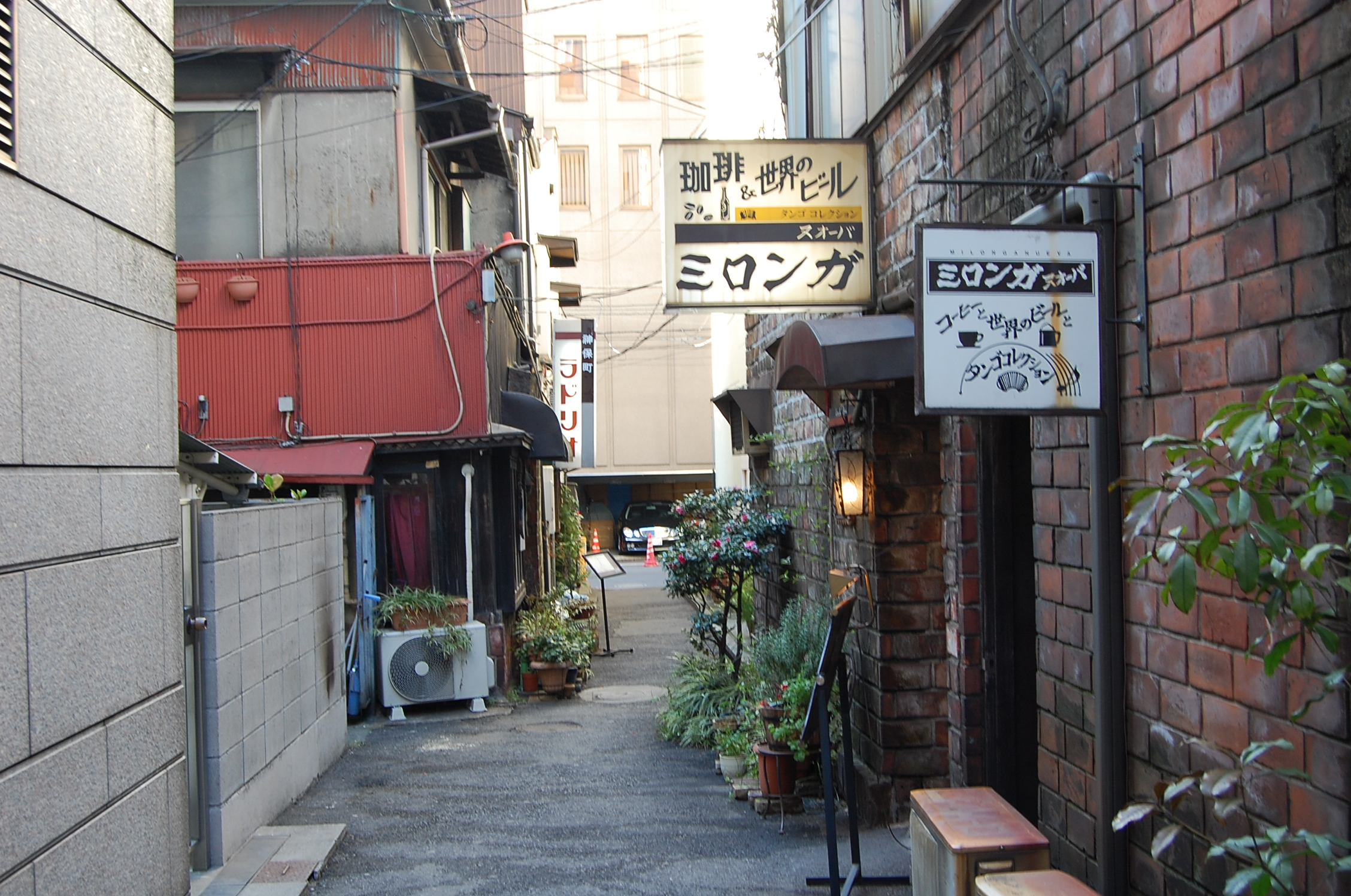
タンゴがかかる老舗喫茶店（2008年1月）

神田地区においては神田駅ほどではないが、飲食店も多い。2000年以降はカレー専門店が増え、カレー激戦区ともいわれる。神田・神保町エリアには400店近くのカレー店が密集しており、毎年神田カレーのNo1を決める「神田カレーグランプリ」が開催されている。フランチャイズチェーンなどによる飲食店も増加しており、従来からの店を含め天麩羅、麺類、洋食、中華など、各種の飲食店が営業をしている。またラドリオやミロンガなどの喫茶店が多いのも特徴で、「文豪が通った」とされる店もある。

### 奇数番地と偶数番地
神田神保町の現在の町域は、1934年1月1日の区画整理により誕生した。この区画整理は現在の靖国通りの拡幅工事と並行して行われ、神田神保町の地番の数字を新たに割り当てる際、靖国通りより南では奇数を、北では偶数を、靖国通り側から順に割り当てた。このような通りの両側での奇数・偶数の使い分けは、住居番号の付け方として日本以外では一般的なものである。
靖国通り沿いは現在でも住居表示が行われておらず、依然として上記の地番によって住所を表現している。このため、住所を見るだけで靖国通りの南北どちらに位置するのか、靖国通りからどれくらい離れているのかを直感的に把握できる。
住居表示の街区表示板と同機能のものを、町会が独自に設置している地区もある。

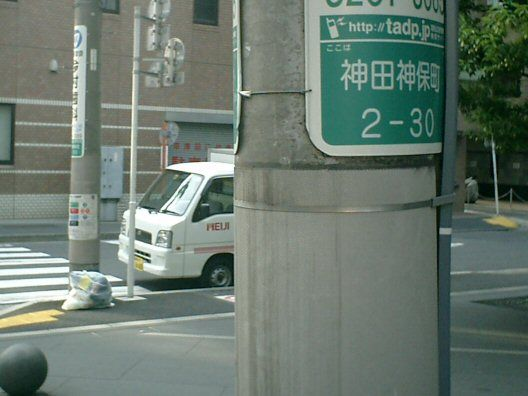
町名と番地が記載されている電柱広告
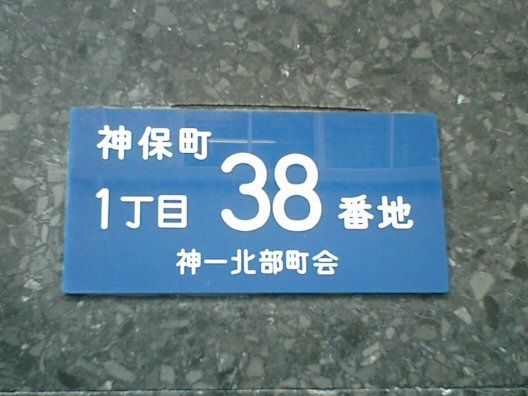
町会が設置した町名と番地の表示
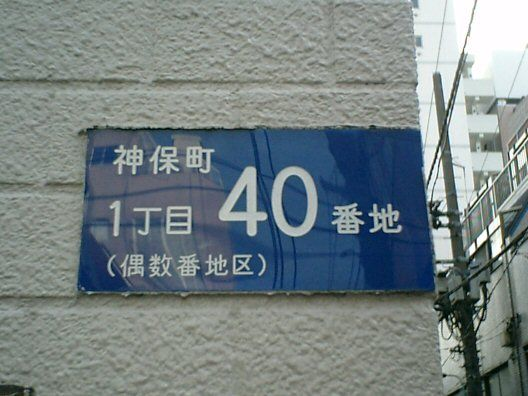
偶数番地区であることを明記したものもある
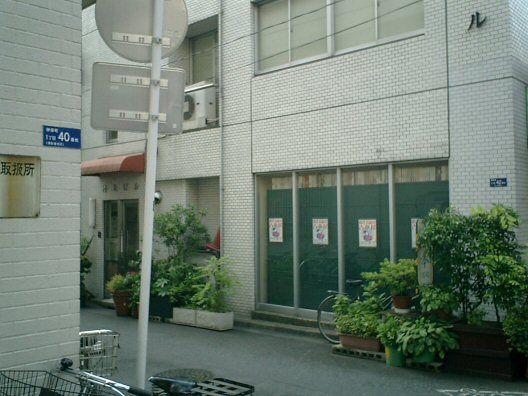
多くは交差点に設置（画面左40番地、画面右42番地の表示）

## 歴史

### 地名の由来
神保町は江戸城（現在の皇居）の北側に位置し、江戸時代には武家屋敷が立ち並んでいた。「神保町」の名は、戦国大名・越中神保氏の一族である旗本・神保長治の屋敷があったことに由来する。屋敷前の道は「神保小路」と呼ばれていた。

### 明治以降

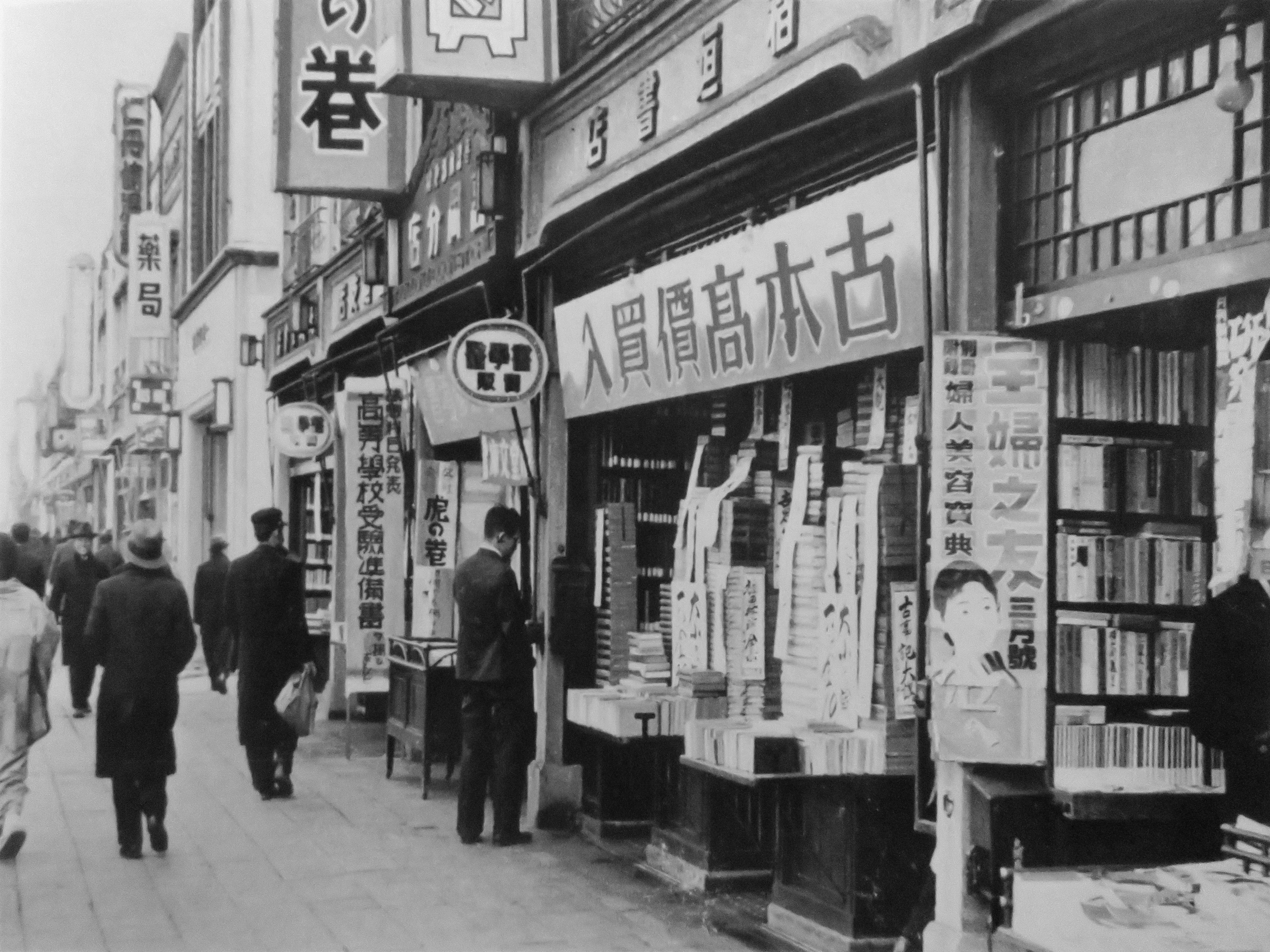
1934年頃の神田神保町の古書店街（撮影：1934年2月、石川光陽）

江戸が東京府となった後の1872年（明治5年）、現在の神保町一丁目に「表神保町」「裏神保町」と「猿楽町」が、神保町二丁目に「北神保町」と「南神保町」が置かれた。「裏神保町」は1922年（大正11年）に「通（とおり）神保町」へ改称された。
1913年（大正2年）、当時は小川町を広域地名としていたこの辺り一帯が、大火で焼失した。神田高等女学校（現：神田女学園中学校・高等学校）教員だった岩波茂雄が焼け跡に古書店を開き、同店内で夏目漱石の作品や『哲学叢書』の出版販売も行って大成功を収めた。これが岩波書店の起こり。
岩波の成功により教養人・大学生が神保町に足を運ぶようになったため、以後、一誠堂古書店、東京堂等の店舗新設が見られ、また読書の場を供すべくカフェを開業する者が相次いだ。
1921年（大正10年）、神田区駿河台に「文化学院」が開校。音楽・美術・舞踊など芸術関係書が、濃紺くるみの学術書やけばけばしい猥雑本とともに書店の軒先に彩りを添えるようになり、「ない本はない」と言われた。関東大震災後、復興事業として一大舗装道路「大正通り」（現：靖国通り）が完成すると、交差点名として「神保町」が登場、昭和後期には今日の様な景観を呈し始めた。
1934年（昭和9年）、震災後の復興に伴う土地区画整理事業により、「表神保町」「通神保町」および靖国通り北側の「表猿楽町」を併せて「神保町一丁目」とし、「南神保町」と「一ツ橋通町の一部」および靖国通り北側の「北神保町」ならびに「中猿楽町」を併せて「神保町二丁目」、今川小路一丁目〜三丁目が神保町三丁目となる。
司馬遼太郎の紀行文集『街道をゆく』によれば、太平洋戦争中、アメリカ軍が「神保町の古書が焼失することは、文化的に極めて大きな損失である」として、この一帯のみ空襲を避けたという。しかしこの説は都市伝説だともいわれており、確証は疑問である。
1987年のバブル期の頃は、地価高騰の中で都心にもかかわらず地価に割安感があったため、神保町の各店舗が地上げ屋の格好のターゲットとなり、放火などの事件も発生した。しかし各店舗が一致団結してこれに抵抗したため、結果的に大多数の店舗がこの地に残ることになった。

## 世帯数と人口
2025年（令和7年）3月1日現在（千代田区発表）の世帯数と人口は以下の通りである。
| 丁目             | 世帯数    | 人口    |
| ---------------- | --------- | ------- |
| 神田神保町一丁目 | 1,086世帯 | 1,688人 |
| 神田神保町二丁目 | 783世帯   | 1,142人 |
| 神田神保町三丁目 | 379世帯   | 607人   |
| 計               | 2,248世帯 | 3,437人 |

### 人口の変遷
国勢調査による人口の推移。
| 年                 | 人口  |
| ------------------ | ----- |
| 1995年（平成7年）  | 2,066 |
| 2000年（平成12年） | 1,720 |
| 2005年（平成17年） | 2,475 |
| 2010年（平成22年） | 2,650 |
| 2015年（平成27年） | 3,009 |
| 2020年（令和2年）  | 3,253 |

### 世帯数の変遷
国勢調査による世帯数の推移。
| 年                 | 世帯数 |
| ------------------ | ------ |
| 1995年（平成7年）  | 750    |
| 2000年（平成12年） | 741    |
| 2005年（平成17年） | 1,270  |
| 2010年（平成22年） | 1,488  |
| 2015年（平成27年） | 1,852  |
| 2020年（令和2年）  | 2,075  |

## 学区
区立小・中学校に通う場合、学区は以下の通りとなる（2017年8月現在）。なお、千代田区の中学校では学校選択制度を導入しており、区内全域から選択することが可能。
- 区域 : 一丁目、二丁目、三丁目　各全域
  - 小学校 : 千代田区立お茶の水小学校
  - 中学校 : 千代田区立麹町中学校 または 千代田区立神田一橋中学校

## 事業所
2021年（令和3年）現在の経済センサス調査による事業所数と従業員数は以下の通りである。
| 丁目             | 事業所数    | 従業員数 |
| ---------------- | ----------- | -------- |
| 神田神保町一丁目 | 839事業所   | 13,658人 |
| 神田神保町二丁目 | 638事業所   | 10,001人 |
| 神田神保町三丁目 | 382事業所   | 6,453人  |
| 計               | 1,859事業所 | 30,112人 |

### 事業者数の変遷
経済センサスによる事業所数の推移。
| 年                 | 事業者数 |
| ------------------ | -------- |
| 2016年（平成28年） | 1,793    |
| 2021年（令和3年）  | 1,859    |

### 従業員数の変遷
経済センサスによる従業員数の推移。
| 年                 | 従業員数 |
| ------------------ | -------- |
| 2016年（平成28年） | 27,185   |
| 2021年（令和3年）  | 30,112   |

## 再開発事業・ジェイシティ東京
神保町は周辺と同様、いくつもの道路により細かく分断された街区上に古くからの建物が密集しているため、防災性と「土地の高度利用」が課題として挙げられている。この課題への克服と、土地価格高騰による人口流出の傾向に歯止めをかけるため、千代田区は1990年に再開発基本計画を作成し、この地区を「住み続けられる街」のモデル地区にすることを具体化した。その後この計画は「神保町一丁目南部地区第一種市街地再開発事業」として1994年2月に都市計画決定され、2000年に権利変換を終えて工事が開始され幾つかの震災復興期の建物が失われた。
再開発事業の内容は、神田神保町一丁目の43番地から71番地の奇数番地と、33番地の計16街区2.5ヘクタールを区画整理により3街区に統合し、商業施設棟と居住棟を有する総延床面積14万2000平方メートルの複合施設を建設するというものである。この事業は2003年11月をもって完了した。総事業費はおよそ645億円で、そのうち約8パーセントは千代田区の補助金を利用した。事業主体は地権者およそ130人からなる神保町一丁目南部地区市街地再開発組合で、三井不動産が「プロジェクトマネジメント業務」（総合企画）を担当した。なお、地区の防災性を高めるため、周辺の白山通りの拡幅と広場の設置が同時に行われた。
この複合施設はジェイシティ東京と呼ばれ、再開発計画における北街区の現101番地（旧33番地）には神保町101ビルが、西街区の現103番地（旧49・51・53・55・69・71番地）には東京パークタワーが、東街区の現105番地（旧43～47・57～67の奇数番地）には神保町三井ビルディングが建設された。

### 神保町101ビル
- 延床面積：4,517平方メートル
- 地上：12階
- 地下：なし
- 高さ：50.60m
- 鉄骨造、コンクリート充填鋼管柱
- 文化産業信用組合など

### 東京パークタワー
- 延床面積：48,243平方メートル
- 地上：29階
- 地下：3階
- 高さ：104.79m
- 高層鉄筋コンクリート造、一部は鉄骨鉄筋コンクリート造
- 住宅など

### 神保町三井ビルディング
- 延床面積：88,649平方メートル
- 地上：23階
- 地下：3階
- 高さ：108.30m
- 鉄骨造、一部は鉄骨鉄筋コンクリート造
- 旭化成グループ、IIJグループ、国立情報学研究所、NTTグループ、ベネッセコーポレーション

### 再開発事業の沿革
出典：
- 1986年9月：神保町一丁目南部地区における三井不動産からの借地人が、急激な地価高騰による地代等の上昇と人口減少に危機感を持ち、1969年設立の「借地人組合」を前身とする「地友会」を設立。定住人口減少に悩む千代田区や、地主の三井不動産との、新たな街づくりに向けた協力体制づくりが始まる。
- 1987年12月：「地友会」は千代田区に講師の派遣を依頼し、都市ぷろ計画事務所を招き、街づくりに関する第1回目の勉強会を開催。
- 1988年10月：再開発準備組合設立に備え、調査研究等を図るため、「再開発委員会」を設立。
- 1989年11月：「神保町一丁目南部地区再開発準備組合」設立。
- 1990年4月：千代田区が「再開発基本計画」を作成
- 1994年2月：都市計画決定（東京都告示第84号、この決定内容はその後2年ごとに計2回修正）、東京都住宅マスタープランで「住宅供給型再開発促進ゾーン」に指定
- 1995年10月：東京都知事より事業主体「神保町一丁目南部地区市街地再開発組合」の設立認可の公告を受け、再開発組合設立総会を開催。初代理事長が選任され、再開発組合が設立された。
- 1997年3月：権利変換計画の認可
- 2000年
  - 2月：権利変換完了
  - 10月：工事着工
- 2001年：一般販売した251戸が即日完売する
- 2002年1月：神保町101ビル竣工
- 2003年
  - 3月：神保町三井ビルディング・東京パークタワー竣工
  - 9月：神保町一丁目南部地区市街地再開発組合が解散

## 交通
鉄道
- 地下鉄
  - 都営地下鉄 神保町駅（○三田線、○新宿線）（副名称 専修大学前）
  - 東京地下鉄 神保町駅（○半蔵門線）
- JR
  - 御茶ノ水駅（中央線〈快速〉、中央・総武線〈各駅停車〉）御茶ノ水橋口より徒歩

このほか水道橋駅、新御茶ノ水駅、小川町駅、淡路町駅、竹橋駅、九段下駅などが徒歩圏内である。
バス
- 都営バス
  - 東43（東京駅北口～駿河台下～荒川土手）※1時間に1～2本運行
  - 都02乙（一ツ橋～神保町～神保町二～池袋駅東口）※休日除く朝のみ3本運行

道路
- 東京都道302号新宿両国線（靖国通り）
- 東京都道301号白山祝田田町線（白山通り）

## 神保町を舞台・背景とした作品
小説
- R.O.D
- 森崎書店の日々

漫画
- エルフを狩るモノたちリターンズ
- 金魚屋古書店
- 邪神ちゃんドロップキック

映画
- 森崎書店の日々（上記小説の映画化作品）

TVアニメ
- R.O.D -THE TV-（上記小説のアニメ化作品）
- 邪神ちゃんドロップキック（上記漫画のアニメ化作品）

ラジオドラマ
- NISSAN あ、安部礼司〜BEYOND THE AVERAGE

楽曲
- 亀が泳ぐ街 - サザンオールスターズのアルバム『世に万葉の花が咲くなり』所収

## 出身者
- 浅野茂太郎 - 明治ホールディングス社長
- 国定勇人 - 衆議院議員
- 三宅裕司 - 神田神保町3丁目出身
- 高林恒夫
- 逢坂剛

## その他

### 日本郵便
- 郵便番号 : 101-0051[4]（集配局 : 神田郵便局[23]）。